# ديفيد بيرغ
ديفيد بيرغ (بالإنجليزية: David Berg)‏ هو داعية أمريكي، ولد في 18 فبراير 1919 في أوكلاند في الولايات المتحدة، وتوفي في 1 أكتوبر 1994 في البرتغال.

## وصلات خارجية
- الموقع الرسمي
- ديفيد بيرغ على موقع الموسوعة البريطانية (الإنجليزية)